# 国鉄ソ300形貨車
国鉄ソ300形貨車（こくてつソ300がたかしゃ）は、日本国有鉄道（国鉄）がソ200形の改良形として製造した、橋桁架設専用の事業用貨車（操重車）である。自走用エンジンを持つが、分類は貨車である。

## 概要
ソ300形は、1966年（昭和41年）に日立製作所で2両（ソ300, ソ301）が製造された。一般的な操重車のように鉄道車両の脱線事故があった際の車両・設備の復旧用ではなく、橋桁の架設工事に用いられるもので、ブームを最大に伸ばした(12.5m)際の扱い荷重は35tで、ソ200形よりも5t増加し、橋桁の減量を不要とした。またその際のブームの旋回範囲は4mとなり、隣接する線路からの橋桁架設が可能となった。クレーン用の動力として、床上動力室内に出力50PSのディーゼルエンジンを装備しており、橋桁吊り上げは直接、ブームの伸縮・旋回は油圧駆動となった。また、ソ200形では砂利の積み降ろしによって行っていたバランス調整も、本形式では車載されたバランスウェイトの移動により行うようになっている。
全長は27,500mm、自重は153.5tに及び、国鉄の鉄道車両としては最大であった。この自重を支えるため、台車は板台枠式の4軸ボギー台車4基を前後2群に配置した4-4軸複式ボギーである。橋桁の荷重のかかるクレーン側のNo.3、No.4台車の車軸は15t軸であるのに対し、エンジン室側のNo.1、No.2台車の車軸は通常の12t軸であるのは、ソ200形と同様である。本形式は、自走専用の出力300PSのディーゼルエンジンと変速機をNo.2、No.3台車間の床下に装備し、No.3台車のブーム先端側2軸を駆動する。また、勾配線区での使用時に粘着力の増加を図るため、駆動軸の軸重をこの軸に装備した空気ばねによって通常時10tから17tに切り替えることができる。自走時の最高速度は平坦線では25km/h、作業時は20km/hである。
ブレーキ装置は、自走用の電磁直通式、回送用の貫通式の2方式の切り替え方式とし、No.2およびNo.4台車のみに作用する。牽引回送時の最高速度は75km/hである。
1987年（昭和62年）の国鉄分割民営化後は東日本旅客鉄道（JR東日本）に継承され、ソ300とソ301が田町電車区所属となったが、老朽化と後継となる保線機械の開発により、ソ300が2000年（平成12年）1月5日に、ソ301が2001年（平成13年）6月14日にそれぞれ廃車となった。

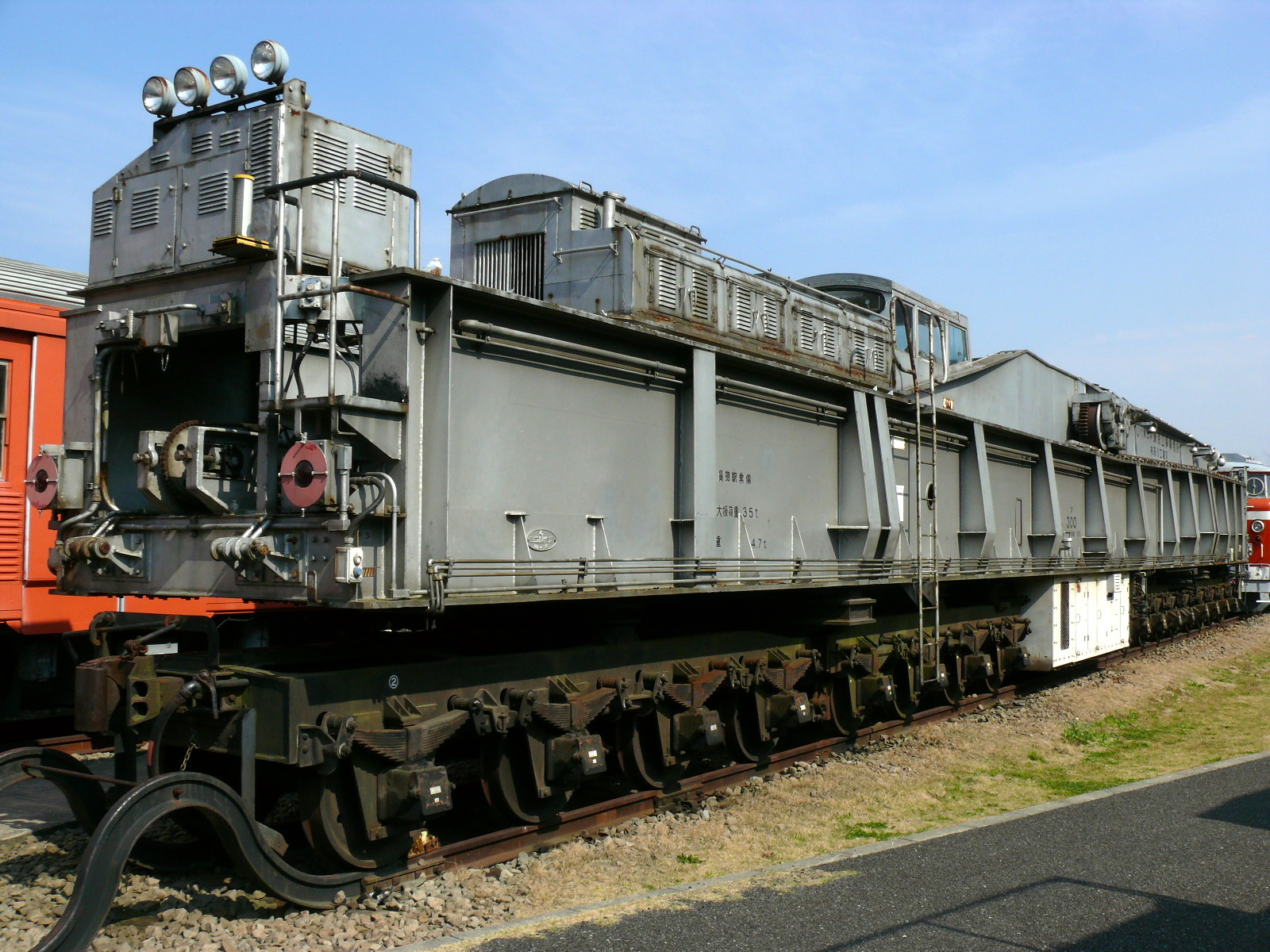
エンジン室側からみたソ300。 （2009年4月8日）
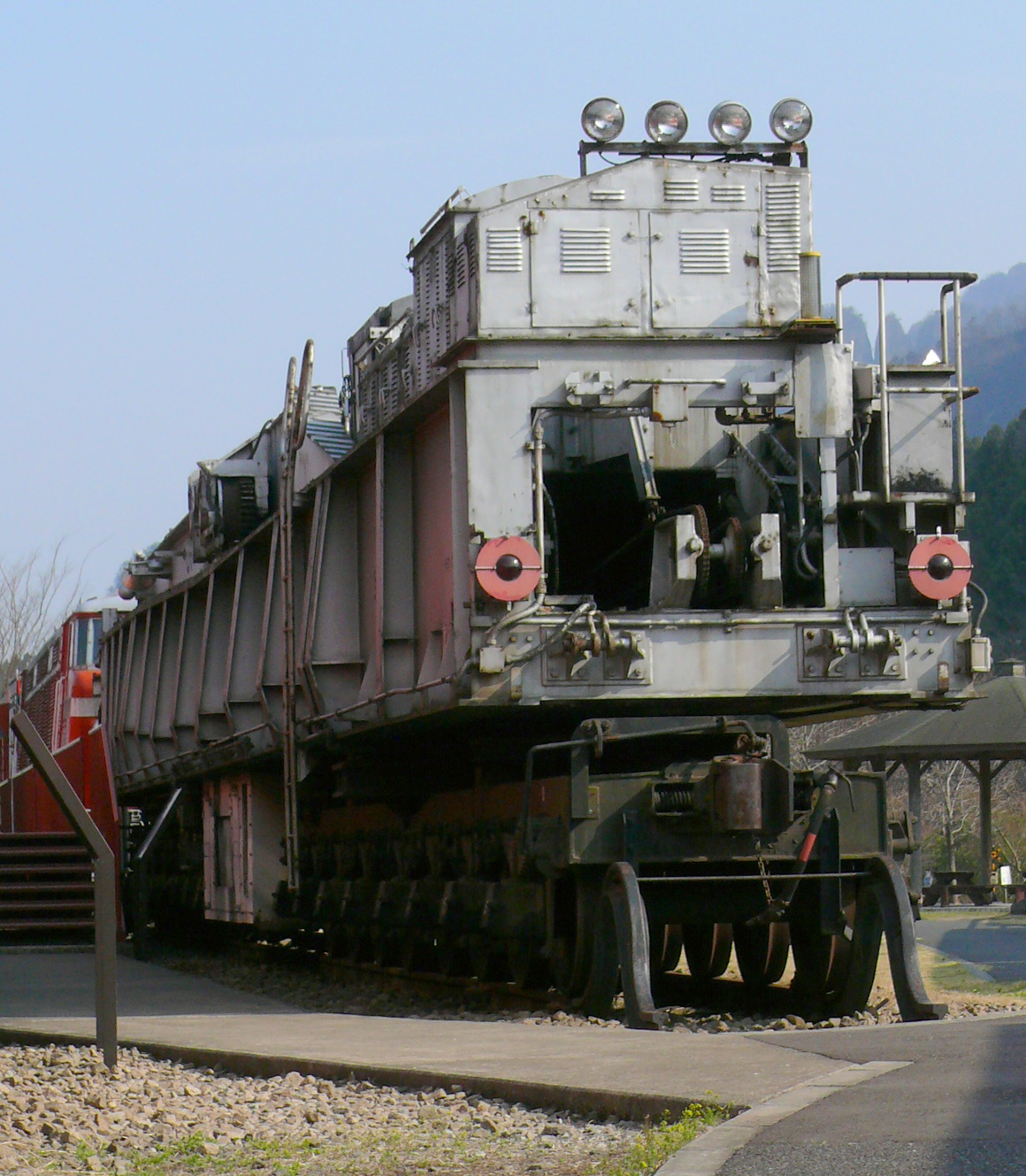
エンジン室側からみたソ300。 （2009年4月8日）
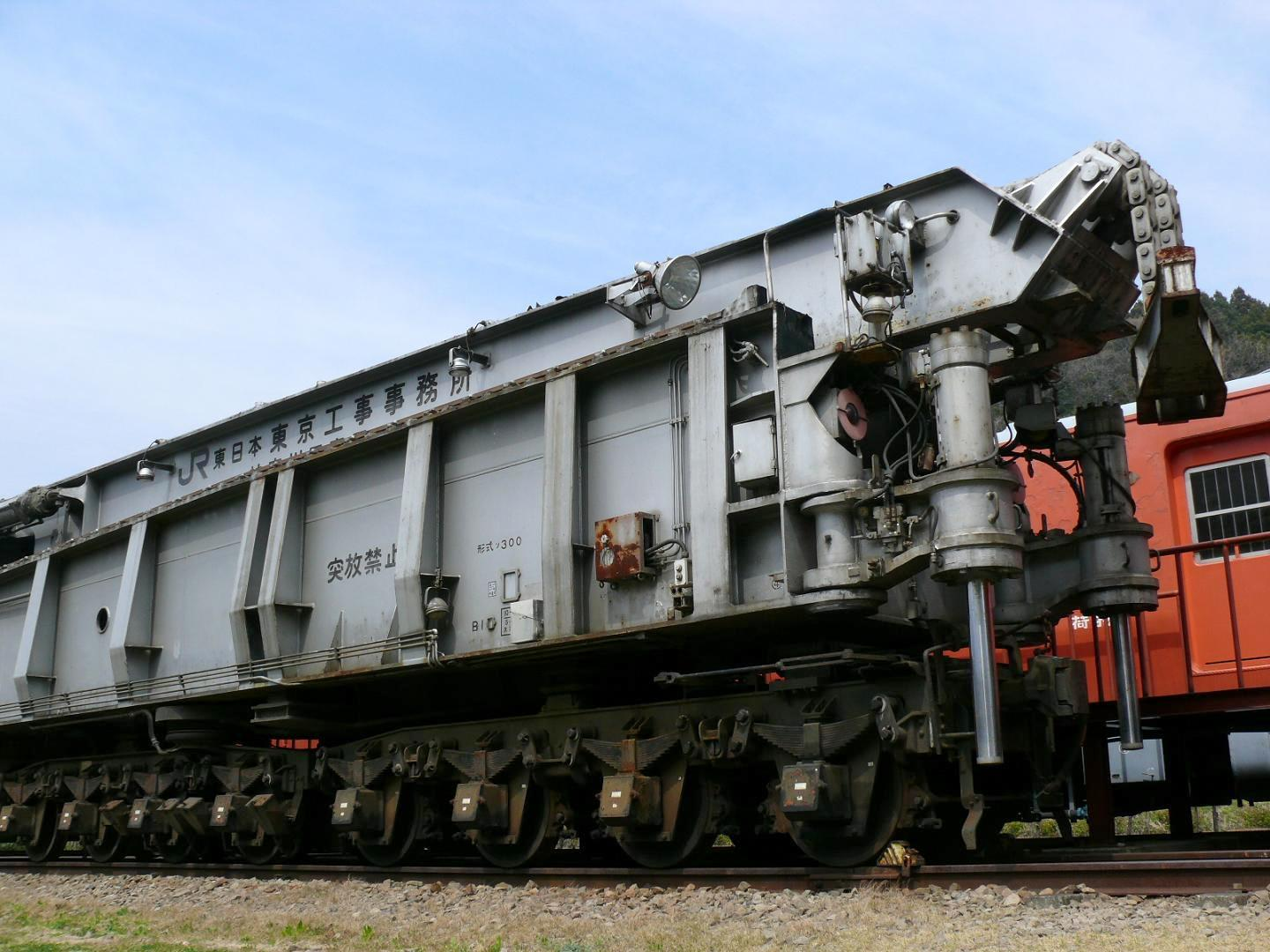
クレーンブームの先端部分。 （2009年4月8日）
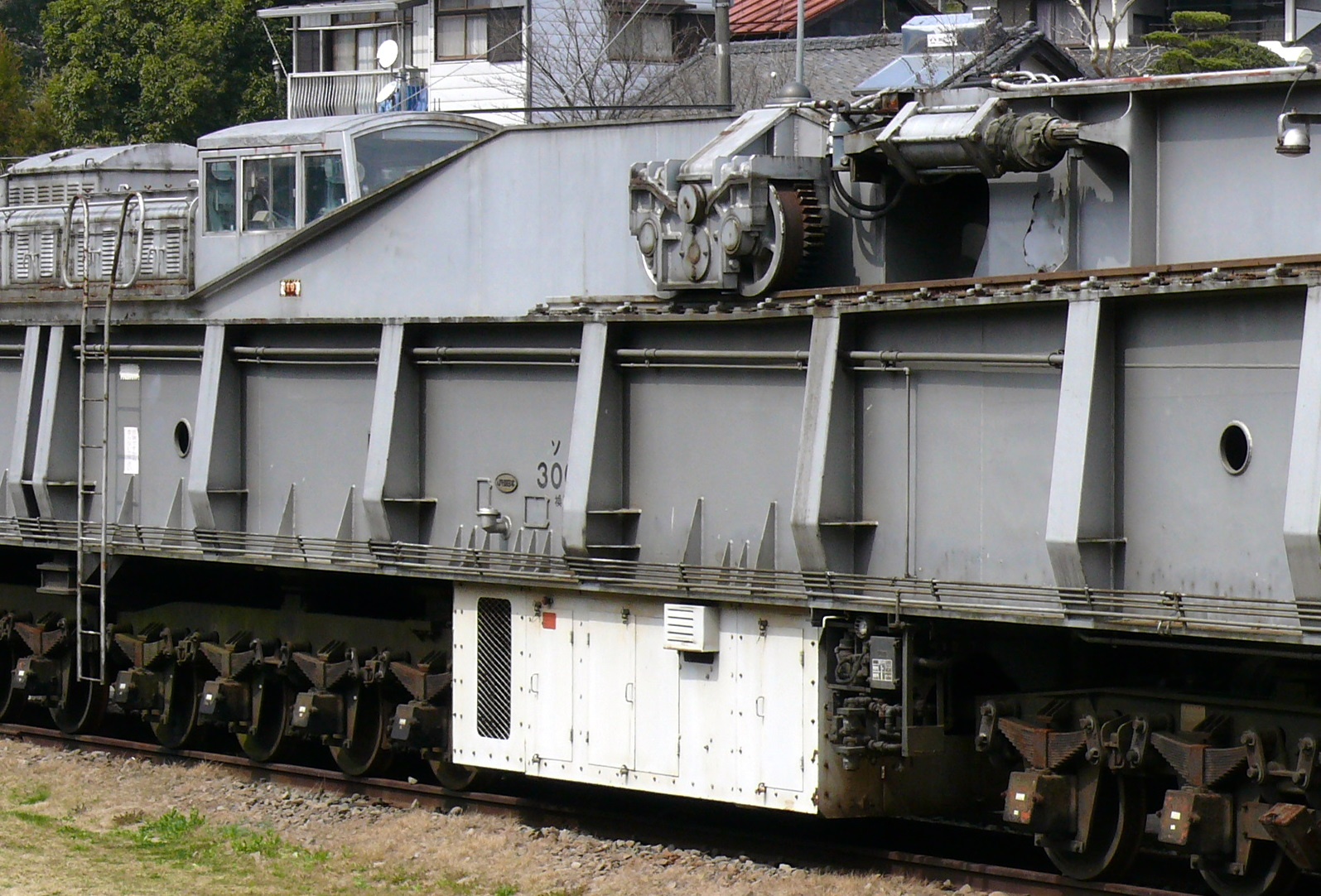
操縦室と車体下部に設けられたディーゼルエンジン。 （2009年4月8日）
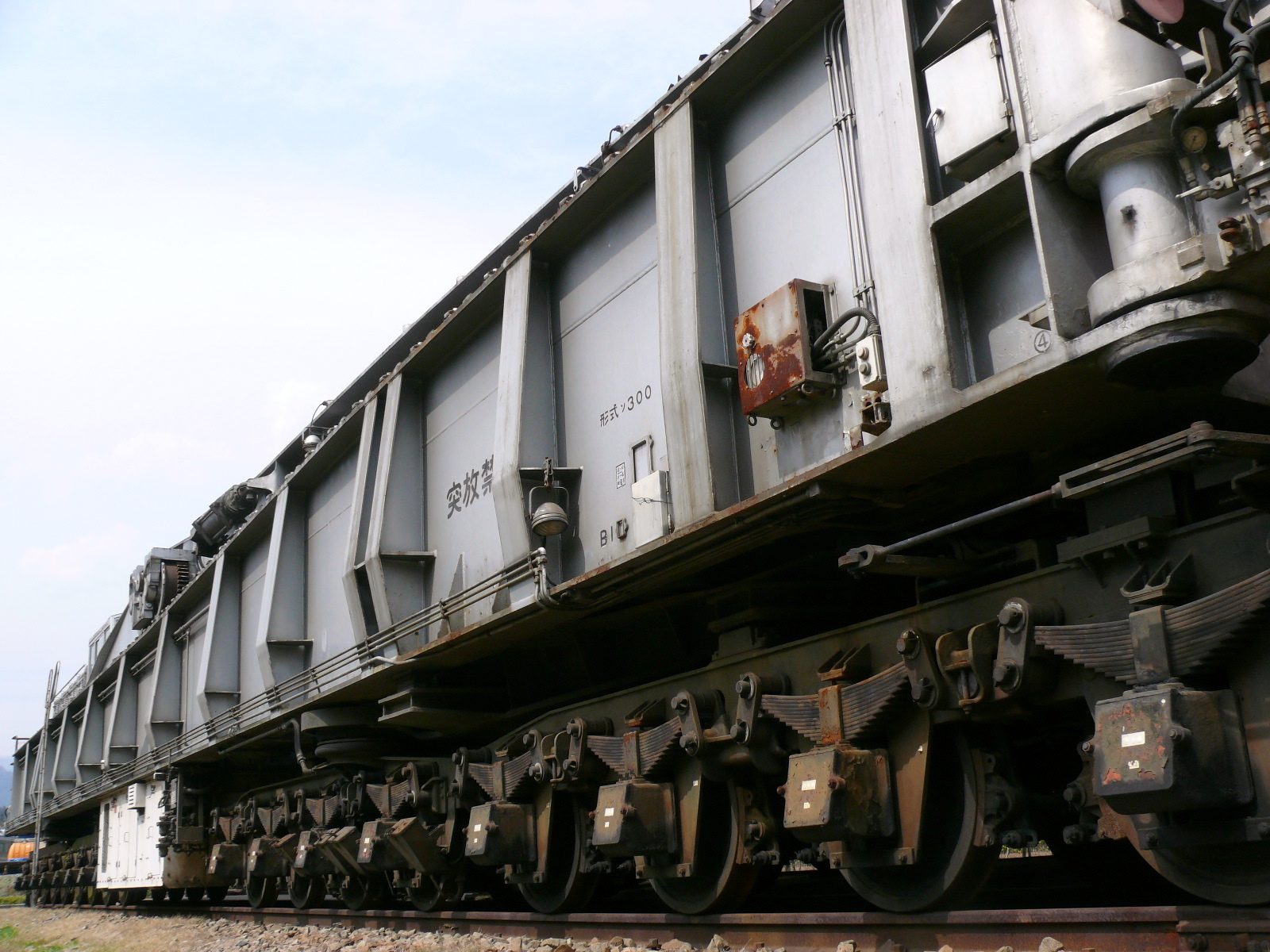
重量級の車体を支える台車。 （2009年4月8日）
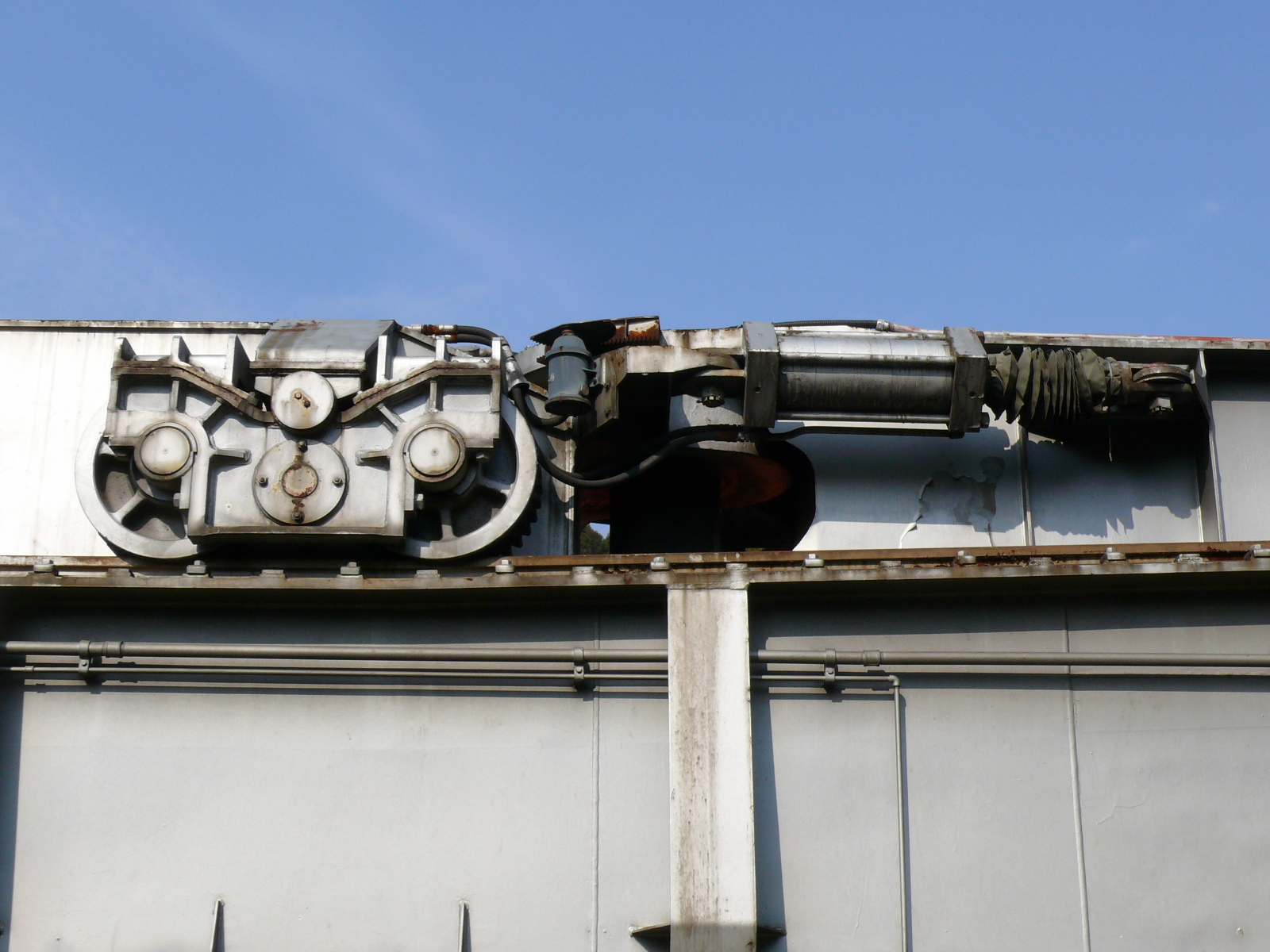
ブームの伸縮・旋回に使用される油圧駆動装置。 （2009年4月8日）
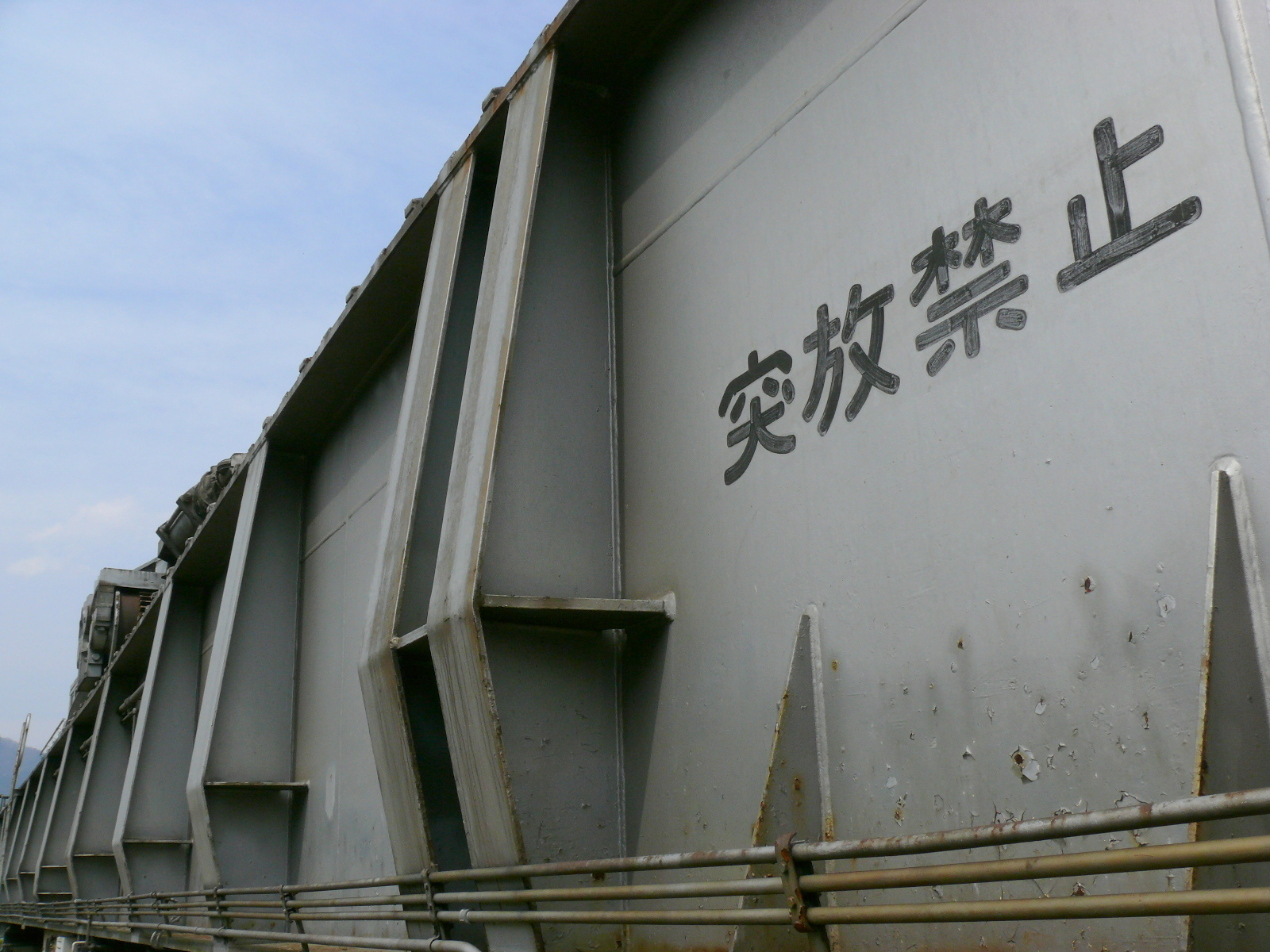
車体の側面には強度を保つための梁が入れられている。 （2009年4月8日

## 保存
ソ300は群馬県安中市の碓氷峠鉄道文化むらに保存・展示されている。
ソ301は大宮総合車両センター内に非公開で留置されていたが、2016年12月5日に同所敷地内で解体された。